# Liste der Kulturgüter in Neunkirch
Die Liste der Kulturgüter in Neunkirch enthält alle Objekte in der Gemeinde Neunkirch im Kanton Schaffhausen, die gemäss der Haager Konvention zum Schutz von Kulturgut bei bewaffneten Konflikten, dem Bundesgesetz vom 20. Juni 2014 über den Schutz der Kulturgüter bei bewaffneten Konflikten sowie der Verordnung vom 29. Oktober 2014 über den Schutz der Kulturgüter bei bewaffneten Konflikten unter Schutz stehen.
Objekte der Kategorien A und B sind vollständig in der Liste enthalten, Objekte der Kategorie C fehlen zurzeit (Stand: 1. Januar 2023).

## Kulturgüter
| Foto | | Objekt                                                                                   | Kat. | Typ | Standort                                                                | Beschreibung |
| ---- | -------------------------------------------------------------------------------------------------- | ---------------------------------------------------------------------------------------- | ---- | --- | ----------------------------------------------------------------------- | ------------ |
| ja   | Datei hochladen · Wikidata zu Gemeindehaus (Q29787331)                                             | Gemeindehaus KGS-Nr.: 04351                                                              | A    | G   | Vordergasse 26 679610 / 282734                                          |              |
| ja   | Datei hochladen · Wikidata zu Schloss Oberhof (Q2242661)                                           | Schloss Oberhof KGS-Nr.: 04354                                                           | A    | G   | Oberhof 12, 16 679740 / 282805                                          |              |
| BW   | Datei hochladen · Wikidata zu Rietmannsches Doppelhaus (Q29787342)                                 | Rietmannsches Doppelhaus KGS-Nr.: 04357                                                  | A    | G   | Herrengasse 30–32 679520 / 282780                                       |              |
| ja   | Datei hochladen · Wikidata zu Altstadt (mittelalterliche / neuzeitliche Stadt) (Q29524158)         | Neunkirch, mittelalterlich-neuzeitliche Stadt KGS-Nr.: 09659                             | A    | F   | 679600 / 282700                                                         |              |
| ja   | Datei hochladen · Wikidata zu Stadtbefestigung (Q29524167)                                         | Stadtbefestigung (Stadtmauer, Obertor, Pulverturm) KGS-Nr.: 10157                        | A    | G   | 679740 / 282800                                                         |              |
| BW   | Datei hochladen · Wikidata zu Gemeindearchiv, Altes Schulhaus (Q29787329)                          | Gemeindearchiv, Altes Schulhaus KGS-Nr.: 04350                                           | B    | G   | Mühlengasse 26 / Herrengasse 29 679560 / 282760                         |              |
| BW   | Datei hochladen · Wikidata zu Wohnhäusergruppe mit Oekonomie (Stadtmantel und Zwinger) (Q29787370) | Wohnhäusergruppe mit Ökonomie KGS-Nr.: 04352                                             | B    | G   | Herrengasse 20–22 679630 / 282780                                       |              |
| BW   | Datei hochladen · Wikidata zu Oberer Brunnen (1767) (Q29787337)                                    | Oberer Brunnen KGS-Nr.: 04353                                                            | B    | K   | Vordergasse 679728 / 282726                                             |              |
| ja   | Datei hochladen · Wikidata zu Reformierte Bergkirche (Q29787339)                                   | Reformierte Bergkirche KGS-Nr.: 04356                                                    | B    | G   | Oberwiesstrasse 20 679740 / 282220                                      |              |
| BW   | Datei hochladen                                                                                    | Unterer Brunnen KGS-Nr.: 04358                                                           | B    | K   | Underhofgass 679531 / 282703                                            |              |
| ja   | Datei hochladen · Wikidata zu Bahnhof Neunkirch (Q11790775)                                        | Bahnhof KGS-Nr.: 05279                                                                   | B    | G   | Bahnhofstrasse 3 679294 / 282610                                        |              |
| BW   | Datei hochladen                                                                                    | Vorder Hemming, eisenzeitliche Funde und Erdwerk unbekannter Zeitstellung KGS-Nr.: 07113 | B    | F   | 682080 / 281890                                                         |              |
| BW   | Datei hochladen                                                                                    | Wohnhaus KGS-Nr.: 10893                                                                  | B    | G   | Vordergasse 23 679607 / 282702                                          |              |
| BW   | Datei hochladen                                                                                    | Wohnhaus (Stadtmantel und Zwinger) KGS-Nr.: 14235                                        | B    | G   | Oberhofgasse 2 679741 / 282748                                          |              |
| ja   | Datei hochladen                                                                                    | Klettgauerhof (Stadtmantel und Zwinger) KGS-Nr.: 14236                                   | B    | G   | Vordergass 2 679745 / 282741                                            |              |
| BW   | Datei hochladen                                                                                    | Sidehof KGS-Nr.: 14237                                                                   | B    | G   | Sidehof 4–14 679511 / 282662                                            |              |
| ja   | Datei hochladen                                                                                    | Haus Hirschen KGS-Nr.: 14238                                                             | B    | G   | Vordergass 6 679713 / 282744                                            |              |
| BW   | Datei hochladen                                                                                    | Wohnhaus mit Scheune KGS-Nr.: 14239                                                      | B    | G   | Herrengasse 31 679636 / 282704                                          |              |
| BW   | Datei hochladen                                                                                    | Wohnhaus mit Scheune KGS-Nr.: 14240                                                      | B    | G   | Vordergasse 21 679552 / 282756                                          |              |
| BW   | Datei hochladen                                                                                    | Wohnhaus mit Ökonomie KGS-Nr.: 14241                                                     | B    | G   | Vordergasse 35 679555 / 282698                                          |              |
| BW   | Datei hochladen                                                                                    | Zehntenscheune KGS-Nr.: 14242                                                            | B    | G   | Mühlengasse 24 679624 / 282764                                          |              |
| BW   | Datei hochladen                                                                                    | Zeilenbauernhäuser KGS-Nr.: 14243                                                        | B    | G   | Mühlengasse 6–12 679697 / 282770                                        |              |
| BW   | Datei hochladen                                                                                    | Alter Kindergarten KGS-Nr.: 14244                                                        | B    | G   | Breitiweg 1 679784 / 282649                                             |              |
| BW   | Datei hochladen                                                                                    | Haus Sternen KGS-Nr.: 14245                                                              | B    | G   | Grosser Lätten 1 679784 / 282649                                        |              |
| BW   | Datei hochladen                                                                                    | Haus zur Farb KGS-Nr.: 14246                                                             | B    | G   | Hallauerstrasse 1 679784 / 282649                                       |              |
| BW   | Datei hochladen                                                                                    | Wohnhaus KGS-Nr.: 14247                                                                  | B    | G   | Hintergass 13 679700 / 282681                                           |              |
| BW   | Datei hochladen                                                                                    | Wohnhaus KGS-Nr.: 14248                                                                  | B    | G   | Vordergasse 48 679532 / 282727                                          |              |
| ja   | Datei hochladen                                                                                    | Reformierte Stadtkirche KGS-Nr.: 14249                                                   | B    | G   | Herrengass 27 679592 / 282758                                           |              |
| BW   | Datei hochladen                                                                                    | Wohnhaus KGS-Nr.: 14250                                                                  | B    | G   | Mühlengasse 14 679675 / 282769                                          |              |
| BW   | Datei hochladen                                                                                    | Schulhaus, Pfarrhaus KGS-Nr.: 14400                                                      | B    | G   | Herrengasse 26–28 679554 / 282789                                       |              |
| BW   | Datei hochladen                                                                                    | Baumgarten KGS-Nr.: 14401                                                                | B    | G   | Oberhallauerstrasse 3 679447 / 282774                                   |              |
| BW   | Datei hochladen                                                                                    | Haus Krone KGS-Nr.: 14402                                                                | B    | G   | Schaffhauserstrasse 9 679855 / 282751                                   |              |
| BW   | Datei hochladen                                                                                    | Schmiede KGS-Nr.: 14403                                                                  | B    | G   | Vordergasse 8 679701 / 282743                                           |              |
| BW   | Datei hochladen                                                                                    | Baugruppe Im Winkel KGS-Nr.: 14541                                                       | B    | G   | Unterhof 9–11 / Unterhofgasse 7 / Oberhallauerstrasse 4 679493 / 282772 |              |
| BW   | Datei hochladen                                                                                    | Eckhaus inkl. Stadtmauer KGS-Nr.: 14787                                                  | B    | G   | Hindergass 1 679751 / 282691                                            |              |